# Francis Baily

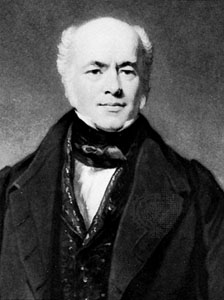
Francis Baily

Francis Baily (ur. 28 kwietnia 1774 w Newbury w Anglii, zm. 30 sierpnia 1844 w Londynie) − angielski astronom, który podczas obrączkowego zaćmienia Słońca (15 maja 1836) odkrył zjawisko dziś zwane perłami Baily’ego. Opisał to zjawisko dokładnie i przyczynił się do zwiększenia zainteresowań badaniami zaćmień Słońca.
Wyznaczył (ponownie) gęstość Ziemi oraz zmierzył jej eliptyczność.
Dokonał rewizji kilku katalogów gwiazd.
Czterokrotnie był prezydentem Królewskiego Towarzystwa Astronomicznego – w latach 1825–1827, 1833–1835, 1837–1839, 1843–1845, jest rekordzistą pod względem pełnionych kadencji na tym stanowisku (współrekordzistą jest George Biddell Airy).

## Wyróżnienia
- Złoty Medal Królewskiego Towarzystwa Astronomicznego (1827) i (1843).
- Nazwiskiem Francisa Baily’ego nazwano krater księżycowy Baily[3].